# Per-Axel Arosenius
Per-Axel Arosenius (Norberg, 7 novembre 1920 – Nacka, 21 marzo 1981) è stato un attore svedese.
Il suo nome completo era Per-Axel Daniel Rank Arosenius. Ha recitato in molti film svedesi, spesso in ruoli secondari.
Lo si ricorda per l'interpretazione del disertore sovietico Boris Kusenov nel film Topaz (1969).

## Filmografia parziale
- La notte del piacere (Fröken Julie), regia di Alf Sjöberg (1951), non accreditato
- Topaz, regia di Alfred Hitchcock (1969)
- Thriller (Thriller - en grim film), regia di Bo Arne Vibenius (1973)